# روبرت دي سوزا ريبيرو
روبرت دي سوزا ريبيرو (9 مايو 1992 في البرازيل - ) هو لاعب كرة قدم برازيلي في مركز الهجوم لعب سابقاً في نادي الروضة.